# Anchoa analis
Anchoa analis är en fiskart som först beskrevs av Miller, 1945.  Anchoa analis ingår i släktet Anchoa och familjen Engraulidae. IUCN kategoriserar arten globalt som otillräckligt studerad. Inga underarter finns listade i Catalogue of Life.